# Mikkel Kaufmann
Mikkel Kaufmann Sørensen (Hjørring, 3 gennaio 2001) è un calciatore danese, attaccante del Karlsruhe in prestito dall'Heidenheim.

## Caratteristiche tecniche
È un centravanti che fa della forza fisica la sua arma migliore, nonostante fisicamente sia imponente si dimostra un attaccante molto rapido,dinamico e dotato di un tiro molto preciso

## Carriera

### Club
Cresciuto nel settore giovanile dell'Aalborg, ha esordito in prima squadra il 6 agosto 2018 disputando l'incontro di Superligaen vinto 1-0 contro il Vendsyssel. Passa poi a: Copenaghen, Amburgo, Karlsruhe, Union Berlino ed Heidenheim, da questa squadra (il 17 gennaio 2025) passa in prestito di nuovo al Karlsruhe.

### Nazionale
Ha giocato nelle nazionali giovanili danesi Under-17, Under-18, Under-19, Under-20 ed Under-21.

## Statistiche

### Presenze e reti nei club
Statistiche aggiornate al 1º marzo 2025.
| Stagione          | Squadra           | Campionato        | Campionato | Campionato | Coppe nazionali | Coppe nazionali | Coppe nazionali | Coppe continentali | Coppe continentali | Coppe continentali | Altre coppe | Altre coppe | Altre coppe | Totale | Totale | Totale |
| Stagione          | Squadra           | Comp              | Pres       | Reti       | Comp            | Pres            | Reti            | Comp               | Pres               | Reti               | Comp        | Pres        | Reti        | Pres   | Reti   |        |
| ----------------- | ----------------- | ----------------- | ---------- | ---------- | --------------- | --------------- | --------------- | ------------------ | ------------------ | ------------------ | ----------- | ----------- | ----------- | ------ | ------ | ------ |
| 2018-2019         | Aalborg           | SL                | 7          | 1          | CD              | 1               | 0               | -                  | -                  | -                  | -           | -           | -           | 8      | 1      |        |
| 2019-gen. 2020    | Aalborg           | SL                | 17         | 7          | CD              | 2               | 0               | -                  | -                  | -                  | -           | -           | -           | 19     | 7      |        |
| Totale Aalborg    | Totale Aalborg    | Totale Aalborg    | 24         | 8          |                 | 3               | 0               |                    | -                  | -                  |             | -           | -           | 27     | 8      |        |
| feb.-ago. 2020    | Copenaghen        | SL                | 15         | 1          | CD              | 0               | 0               | UEL                | 5                  | 0                  | -           | -           | -           | 20     | 1      |        |
| 2020-2021         | Copenaghen        | SL                | 15         | 1          | CD              | 1               | 0               | UEL                | 2                  | 0                  | -           | -           | -           | 18     | 1      |        |
| Totale Copenaghen | Totale Copenaghen | Totale Copenaghen | 30         | 2          |                 | 1               | 0               |                    | 7                  | 0                  |             | -           | -           | 38     | 2      |        |
| 2021-2022         | Amburgo II        | RL                | 1          | 0          | -               | -               | -               | -                  | -                  | -                  | -           | -           | -           | 1      | 0      |        |
| 2021-2022         | Amburgo           | 2L                | 26+2       | 2          | CG              | 4               | 0               | -                  | -                  | -                  | -           | -           | -           | 32     | 2      |        |
| 2022-2023         | Karlsruhe         | 2L                | 30         | 10         | CG              | 2               | 0               | -                  | -                  | -                  | -           | -           | -           | 32     | 10     |        |
| 2023-2024         | Union Berlino     | BL                | 18         | 1          | CG              | 1               | 0               | UCL                | 0                  | 0                  | -           | -           | -           | 19     | 1      |        |
| 2024-gen. 2025    | Heidenheim        | BL                | 9          | 0          | CG              | 2               | 0               | UECL               | 6                  | 0                  | -           | -           | -           | 17     | 0      |        |
| gen.-giu. 2025    | Karlsruhe         | 2L                | 7          | 1          | CG              | 0               | 0               | -                  | -                  | -                  | -           | -           | -           | 7      | 1      |        |
| Totale Karlsruhe  | Totale Karlsruhe  | Totale Karlsruhe  | 37         | 11         |                 | 2               | 0               |                    | -                  | -                  |             | -           | -           | 39     | 11     |        |
| Totale carriera   | Totale carriera   | Totale carriera   | 147        | 24         |                 | 13              | 0               |                    | 13                 | 0                  |             | -           | -           | 173    | 24     |        |